# サッカーリベリア代表
サッカーリベリア代表（サッカーリベリアだいひょう、Liberia national football team）は、リベリアサッカー協会（LFA）によって構成されるリベリアのサッカーのナショナルチームである。ホームスタジアムは、首都モンロビアにあるサミュエル・カニオン・ドウ・スポーツ・コンプレックス。
1995年にバロンドールとFIFA最優秀選手賞をアフリカ人選手として初受賞したジョージ・ウェアは、リベリアを代表する英雄として知られる。彼を擁した時期もチーム全体としては弱く、ワールドカップに出場したことはない。
2023年9月時点のFIFAランキングは150位で最下位である。

## 成績

### FIFAワールドカップ
- 1930 - 不参加
- 1934 - 不参加
- 1938 - 不参加
- 1950 - 不参加
- 1954 - 不参加
- 1958 - 不参加
- 1962 - 不参加
- 1966 - 棄権
- 1970 - 不参加
- 1974 - 不参加
- 1978 - 不参加
- 1982 - 予選敗退
- 1986 - 予選敗退
- 1990 - 予選敗退
- 1994 - 棄権
- 1998 - 予選敗退
- 2002 - 予選敗退
- 2006 - 予選敗退
- 2010 - 予選敗退
- 2014 - 予選敗退
- 2018 - 予選敗退
- 2022 - 予選敗退

### アフリカネイションズカップ
| 開催年 | 結果               |
| ------ | ------------------ |
| 1957   | 不参加             |
| 1959   | 不参加             |
| 1962   | 不参加             |
| 1963   | 不参加             |
| 1965   | 不参加             |
| 1968   | 予選敗退           |
| 1970   | 不参加             |
| 1972   | 不参加             |
| 1974   | 不参加             |
| 1976   | 予選敗退           |
| 1978   | 不参加             |
| 1980   | 不参加             |
| 1982   | 予選敗退           |
| 1984   | 棄権               |
| 1986   | 予選敗退           |
| 1988   | 予選敗退           |
| 1990   | 予選敗退           |
| 1992   | 棄権               |
| 1994   | 予選敗退           |
| 1996   | グループリーグ敗退 |
| 1998   | 予選敗退           |
| 2000   | 予選敗退           |
| 2002   | グループリーグ敗退 |
| 2004   | 予選敗退           |
| 2006   | 予選敗退           |
| 2008   | 予選敗退           |
| 2010   | 予選敗退           |
| 2012   | 予選敗退           |
| 2013   | 予選敗退           |
| 2015   | 予選敗退           |
| 2017   | 予選敗退           |
| 2019   | 予選敗退           |
| 2021   | 予選敗退           |
| 2023   | 予選敗退           |

## 歴代監督
- フィリップ・ルドン 2000-2002
- カダラ・クロマ 2002-2004
- ジョセフ・サヨン 2004-2006
- シャウキ・フセイン・モーマド 2006
- フランク・ジェリコ・ナグベ 2006-2007
- アントワーヌ・ヘイ 2008-2009
- ベルタラン・ビッケイ 2010-2011
- ロベルト・ランディ 2011-2012
- トーマス・コジョ 2012
- カエツ・スミス 2012
- フランク・ジェリコ・ナグベ 2013
- トーマス・コジョ 2013
- ジェームズ・デバ 2013-2017
- トーマス・コジョ 2018
- ピーター・バトラー 2019-2022
- アンスマナ・ケイタ 2022
- トーマス・コジョ 2022-2023
- アンスマナ・ケイタ 2023-

## 歴代選手
- ジョージ・ウェア 1986-2002
- フランシス・ドー 2005-2016
- ウィリアム・ジェボール 2010-2019